# Intel Quick Sync Video
Intel Quick Sync Video es la marca de Intel para su núcleo de hardware de codificación y decodificación de video dedicado. Quick Sync se introdujo con la microarquitectura de CPU Sandy Bridge el 9 de enero de 2011 y se ha encontrado en la matriz de las CPU Intel desde entonces.
El nombre "Quick Sync" se refiere al caso de uso de transcodificar ("convertir") rápidamente un video de, por ejemplo, un DVD o Blu-ray Disc a un formato apropiado para, por ejemplo, un teléfono inteligente. Esto se vuelve de vital importancia en el lugar de trabajo de video profesional, en el que el material de origen puede haber sido filmado en cualquier número de formatos de video, todos los cuales deben estar en un formato común (comúnmente H.264) para intercalar.
A diferencia de la codificación de video en una CPU o una GPU de propósito general, Quick Sync es un núcleo de hardware dedicado en la matriz del procesador. Esto permite un procesamiento de video mucho más eficiente desde el punto de vista energético.

## Disponibilidad
Quick Sync Video está disponible en los procesadores Core i3, Core i5, Core i7 y Core i9 a partir de Sandy Bridge, y los procesadores Celeron y Pentium a partir de Haswell. También se incluye en las GPU discretas Intel Arc de la serie Alchemist y en sus generaciones futuras.

## Rendimiento y calidad
Como la mayoría de los codificadores acelerados por hardware de escritorio, Quick Sync ha sido elogiado por su velocidad. La octava comparación anual de códecs de video MPEG-4 AVC/H.264 mostró que Quick Sync era comparable al preajuste ultrarrápido x264 en términos de velocidad, relación de compresión y calidad (SSIM); Las pruebas se realizaron en un procesador Intel Core i7 3770 (Ivy Bridge). Sin embargo, Quick Sync no se pudo configurar para dedicar más tiempo a lograr una mayor calidad, mientras que x264 mejoró significativamente cuando se le permitió usar más tiempo con la configuración recomendada.
Una evaluación de 2012 realizada por AnandTech mostró que QuickSync en Ivy Bridge de Intel producía una calidad de imagen similar en comparación con el codificador NVENC en la GTX 680 de Nvidia y funcionaba mucho mejor con resoluciones inferiores a 1080p. 

## Desarrollo
Quick Sync se presentó por primera vez en Intel Developer Forum 2010 (13 de septiembre) pero, según Tom's Hardware, Quick Sync se había conceptualizado cinco años antes. La microarquitectura de Clarkdale más antigua tenía soporte de decodificación de video por hardware, pero no soporte de codificación de hardware; era conocido como Intel Clear Video.
Versión 1 (Sandy Bridge)
Quick Sync se incorporó inicialmente en algunas CPU Sandy Bridge, pero no en Sandy Bridge Pentium o Celeron. Agrega codificación H.264/AVC y aceleración de decodificación VC-1.
Versión 2 (Ivy Bridge, Bay Trail)
La microarquitectura Ivy Bridge incluía una implementación de "próxima generación" de Quick Sync.
Versión 3 (Haswell)
La implementación de la microarquitectura Haswell agrega aceleración de codificación H.262/MPEG-2 Parte 2. Se desarrolló un controlador híbrido de código abierto que admite la codificación parcial VP8 y la aceleración de decodificación VP9 en Linux utilizando tanto la GPU como la CPU integradas.
Versión 4 (Broadwell)
La implementación de la microarquitectura Broadwell agrega decodificación de hardware VP8. Además, tiene dos anillos decodificadores de flujo de bits (BSD) independientes para procesar comandos de video en GPU GT3; esto permite que un anillo BSD procese la decodificación y el otro anillo BSD procese la codificación al mismo tiempo.
Versión 5 (Skylake)
La implementación de la microarquitectura Skylake agrega una aceleración de decodificación y codificación H.265/HEVC de 8 bits 4:2:0 de función fija completa, aceleración de decodificación HEVC híbrida y parcial de 10 bits, aceleración de codificación JPEG para resoluciones de hasta 16 000 × 16 000 píxeles, y aceleración parcial de decodificación y codificación de VP9.
Versión 6 (Kaby Lake, Coffee Lake, Whiskey Lake, Comet Lake)
La implementación de las microarquitecturas Kaby Lake, Coffee Lake, Whiskey Lake y Comet Lake agrega aceleración de decodificación y codificación H.265/HEVC de 10 bits 4:2:0 de función fija completa, y VP9 de función fija completa de 8 y 10 bits aceleración de decodificación y aceleración de codificación de 8 bits.
Versión 7 (Ice Lake)
La implementación de la microarquitectura Ice Lake agrega aceleración de decodificación y codificación VP9 de 8 y 10 bits, aceleración de decodificación y codificación H.265/HEVC de 8 y 10 bits con submuestreo de croma 4:2:2 y 4:4:4, Mapeo de tonos HDR10 y sombreadores de medios de código abierto. También se ha mejorado la calidad de codificación de hardware HEVC.
Versión 8 (Tiger Lake, Rocket Lake, Alder Lake, Raptor Lake)
La implementación de las microarquitecturas Tiger Lake, Rocket Lake, Alder Lake y Raptor Lake agrega decodificación de hardware VP9 de 12 y 12 bits 4:4:4 y HEVC de 12 bits 4:2:0, 4:2:2 y 4:4 :4 decodificación de hardware. Gen12 Xe también admitirá la decodificación AV1 nativa, que incluye imágenes fijas de 10 bits 4:2:0 16K y video de 10 bits 4:2:0 8K, 4K y 2K. Se eliminó la codificación de hardware para VP8 y la decodificación de hardware solo está disponible en Tiger Lake.
Versión 9 (Intel Arc Alchemist, Meteor Lake, Arrow Lake)
La serie de GPU discretas Intel Arc Alchemist agrega codificación de hardware AV1 en 8K y 10 bits.

## Soporte del sistema operativo
El núcleo de Quick Sync Video SIP debe ser compatible con el controlador del dispositivo. El controlador del dispositivo proporciona una o más interfaces, por ejemplo, VDPAU, Video Acceleration API (VA-API) o DXVA para la decodificación de video y OpenMAX IL o VA API para la codificación de video. El software del usuario final utiliza una de estas interfaces, por ejemplo, VLC media player o GStreamer, para acceder al hardware de Quick Sync Video y utilizarlo.

### Linux
La compatibilidad con Quick Sync en Linux está disponible tanto para Intel VAAPI Driver (heredado, anterior a Broadwell) como para Intel Media Driver (Broadwell y más reciente) que también utiliza VA-API, y a través de Intel Media SDK. A partir de noviembre de 2013 es compatible con Wowza Streaming Engine (anteriormente conocido como Wowza Media Server) para la transcodificación de flujos de medios utilizando su complemento transcodificador.

### Windows
Microsoft ofrece soporte para Quick Sync en Windows (en Windows Vista y posterior) basado en el software de controlador compatible de Intel y soporte a través de DirectX y WMF (Windows Media Foundation). Una amplia gama de aplicaciones se basan en este soporte básico para la tecnología de Windows.

### MacOS
Apple agregó compatibilidad con Quick Sync en OS X Mountain Lion para AirPlay, FaceTime, iTunes, Safari, QuickTime X, iMovie, Final Cut Pro X, Motion y Compressor . El software de terceros incluye Adobe Premiere Pro, Adobe Media Encoder, DaVinci Resolve y otros.

## Decodificación y codificación de hardware
La compatibilidad con la decodificación acelerada por hardware Quick Sync de video H.264, MPEG-2 y VC-1 está ampliamente disponible. Una forma común de obtener acceso a la tecnología en Microsoft Windows es mediante el uso del filtro ffdshow gratuito. Otro software gratuito como VLC media player (desde la versión 2.1.0 "Rincewind") también es compatible con Quick Sync. Muchas aplicaciones comerciales también se benefician de la tecnología hoy en día, incluyendo CyberLink PowerDVD, CyberLink PowerDirector y MacroMotion Bogart edición "gold".
De acuerdo con la documentación de ffdshow, Quick Sync tiene una utilización de CPU muy baja y es aproximadamente el doble de rápido que libavcodec.
La compatibilidad con la codificación de medios asistida por hardware diseñada para Quick Sync está ampliamente disponible. Ejemplos de dicho software con compatibilidad con Quick Sync durante los procesos de codificación son Emby Media Server, Plex Media Server, Badaboom Media Converter, CyberLink MediaShow, CyberLink MediaEspresso, ArcSoft MediaConverter, MAGIX Video Pro X, Pinnacle Studio (desde la versión 18 ), Roxio Toast, Roxio Creator, XSplit Broadcaster, XSplit Gamecaster (todos comerciales) y proyectos como HandBrake, Open Broadcaster Software o aplicaciones para operar con un contenido de vídeo entrando en AdobeCC2018.
La siguiente tabla muestra el soporte de codificación/descodificación de funciones fijas para varias plataformas Intel. No se detalla el soporte para decodificación/codificación híbrida y/o parcial.
|                 | Cantiga                     | Clarkdale / Arrandale       | Sandy Bridge                | Ivy Bridge / Haswell                                                                      | Broadwell                                                                                 | Braswell / Cherry Trail                                                                   | Skylake                                                                                   | Apollo Lake                      | Kaby Lake / Coffee Lake / Comet Lake / Whiskey Lake | Gemini Lake                 | Ice Lake / Jasper Lake      | Tiger Lake                   | Rocket Lake / Alder Lake / Raptor Lake | Arc Alchemist / Meteor Lake / Arrow Lake |
| --------------- | --------------------------- | --------------------------- | --------------------------- | ----------------------------------------------------------------------------------------- | ----------------------------------------------------------------------------------------- | ----------------------------------------------------------------------------------------- | ----------------------------------------------------------------------------------------- | -------------------------------- | --------------------------------------------------- | --------------------------- | --------------------------- | ---------------------------- | -------------------------------------- | ---------------------------------------- |
| MPEG-2          | Solo decodificación parcial | Solo decodificación parcial | Solo decodificación parcial | Si                                                                                        | Si                                                                                        | Si                                                                                        | Si                                                                                        | Si                               | Si                                                  | Si                          | Si                          | Si                           | Si                                     | Solo decodificar                         |
| AVC             | No                          | Solo decodificación parcial | Si                          | Si                                                                                        | Si                                                                                        | Si (L5.2/L5.1)                                                                            | Si (L5.1)                                                                                 | Si (L5.2)                        | Si (L5.1)                                           | Si (L5.2)                   | Si (L5.2/L5.1)              | Si                           | Si                                     | Si                                       |
| CV-1            | No                          | No                          | Solo decodificación parcial | Solo decodificación parcial                                                               | Solo decodificación parcial                                                               | Solo decodificación parcial                                                               | Solo decodificación parcial                                                               | Solo decodificación parcial      | Solo decodificación parcial                         | Solo decodificación parcial | Solo decodificación parcial | Solo decodificación parcial  | Solo decodificación parcial            | No                                       |
| jpeg            | No                          | No                          | No                          | Solo decodificación parcial                                                               | Solo decodificación parcial                                                               | Si                                                                                        | Si                                                                                        | Si                               | Si                                                  | Si                          | Si                          | Si                           | Si                                     | Si                                       |
| VP8             | No                          | No                          | No                          | Codificación parcial solo en Linux (Haswell)                                              | Solo decodificación, codificación parcial solo en Linux                                   | Si                                                                                        | Si                                                                                        | Si                               | Si                                                  | Si                          | Si                          | Solo decodificación parcial  | No                                     | No                                       |
| HEVC            | No                          | No                          | No                          | No                                                                                        | No                                                                                        | Solo decodificación parcial (L5)                                                          | Si (L5.1)                                                                                 | Si (L5.1/L5)                     | Si (L5.1)                                           | Si (L5.1/L5)                | Si (L5.1)                   | Si                           | Si                                     | Si                                       |
| HEVC de 10 bits | No                          | No                          | No                          | No                                                                                        | No                                                                                        | No                                                                                        | No                                                                                        | Solo decodificación parcial (8K) | Si                                                  | Si                          | Si                          | Si                           | Si                                     | Si                                       |
| HEVC de 12 bits | No                          | No                          | No                          | No                                                                                        | No                                                                                        | No                                                                                        | No                                                                                        | No                               | No                                                  | No                          | No                          | Si (Codificar solo en 4:2:0) | Si (Codificar solo en 4:2:0)           | Si (Codificar solo en 4:2:0)             |
| VP9             | No                          | No                          | No                          | Descodificación parcialmente acelerada solo en Linux (Actualización de Haswell a Skylake) | Descodificación parcialmente acelerada solo en Linux (Actualización de Haswell a Skylake) | Descodificación parcialmente acelerada solo en Linux (Actualización de Haswell a Skylake) | Descodificación parcialmente acelerada solo en Linux (Actualización de Haswell a Skylake) | Si                               | Si                                                  | Si                          | Si                          | Si                           | Si                                     | Si                                       |
| VP9 de 10 bits  | No                          | No                          | No                          | No                                                                                        | No                                                                                        | No                                                                                        | No                                                                                        | No                               | Solo decodificar                                    | Solo decodificar            | Si                          | Si                           | Si                                     | Si                                       |
| VP9 de 12 bits  | No                          | No                          | No                          | No                                                                                        | No                                                                                        | No                                                                                        | No                                                                                        | No                               | No                                                  | No                          | No                          | Solo decodificación parcial  | Solo decodificación parcial            | Solo decodificación parcial              |
| AV1             | No                          | No                          | No                          | No                                                                                        | No                                                                                        | No                                                                                        | No                                                                                        | No                               | No                                                  | No                          | No                          | Solo decodificación parcial  | Solo decodificación parcial            | Si                                       |
| AV1 de 10 bits  | No                          | No                          | No                          | No                                                                                        | No                                                                                        | No                                                                                        | No                                                                                        | No                               | No                                                  | No                          | No                          | Solo decodificación parcial  | Solo decodificación parcial            | Si                                       |
| AV1 de 12 bits  | No                          | No                          | No                          | No                                                                                        | No                                                                                        | No                                                                                        | No                                                                                        | No                               | No                                                  | No                          | No                          | No                           | No                                     | Solo decodificar                         |
| EVC             | No                          | No                          | No                          | No                                                                                        | No                                                                                        | No                                                                                        | No                                                                                        | No                               | No                                                  | No                          | No                          | No                           | No                                     | No                                       |
| CVV             | No                          | No                          | No                          | No                                                                                        | No                                                                                        | No                                                                                        | No                                                                                        | No                               | No                                                  | No                          | No                          | No                           | No                                     | No                                       |

Ciertas piezas de gama baja y alta (incluidos los Xeon de varios zócalos y algunas CPU Extreme Edition que se espera que se usen con una GPU dedicada) no contienen el núcleo de hardware para admitir Quick Sync.

### Tecnologías de hardware de vídeo de hardware

#### AMD
- Video Core Next: el núcleo SIP equivalente actual de AMD (desde 2018)
- Unified Video Decoder: núcleo SIP de decodificación de AMD (hasta 2017)
- Video Coding Engine: núcleo SIP de codificación de AMD (hasta 2017)

#### Intel
- Quick Sync Video
- Clear Video: decodificación de video usando una GPU Intel de propósito general

#### Nvidia
- Nvidia NVENC: el núcleo SIP de codificación equivalente de la generación actual de Nvidia
- Nvidia NVDEC y PureVideo: el núcleo SIP de decodificación equivalente de Nvidia

#### Otros
- Amlogic Video Engine
- Qualcomm Hexagon
- Broadcom Crystal HD